# Yuval Steinitz
Yuval Steinitz (Ramot HaShavim, Israel, 10 de abril de 1958) es un filósofo y político israelí que ha sido miembro del Knéset para el partido Likud desde 1999. En los años 2003-2006 presidió el Comité de Defensa y Asuntos Exteriores del Knéset. Está casado con -Gila Cnafi-Stinitz, una juez de la corte de distrito de Jerusalén.

## Biografía
Steinitz creció en Ramot Hashavim y sirvió en el ejército como soldado de infantería en la Brigada Golani. Después de terminar la formación militar, estudió en la Universidad Hebrea de Jerusalén, consiguiendo una licenciatura en Filosofía. Justo después, empezó su doctorado en Filosofía, escribiendo una tesis sobre el tema: "Desde un punto de vista racionalista". Terminó su doctorado en el "Instituto Cohen de Historia y Filosofía de las ciencias y las ideas", de la Universidad de Tel Aviv. En 1993, después de terminar sus estudios, fue premiado con una "Beca Alon". También enseñó filosofía en la Universidad de Haifa.

## Trayectoria
Durante su servicio militar, Steinitz tuvo interés en el concepto israelí de seguridad y en estrategia y tácticas militares, publicando artículos sobre estos temas en el periódico de las Fuerzas de Defensa Israelíes Marachot.
Las primeras actividades políticas de Steinitz estaban dentro de las organizaciones y partidos de izquierdas, como Paz Ahora. Sin embargo, en 1993, como resultado de los Acuerdos de Oslo, cambió su punto de vista y se convirtió en miembro de las organizaciones y partidos de derechas, como el partido Likud. En 1996 promovió la candidatura del futuro primer ministro de Israel, Benjamín Netanyahu, y tres años después durante las elecciones de 1999, estuvo en la lista de Likud (en la 20.ª posición). Las elecciones se consideraron como un gran revés para el partido Likud, que consiguió sólo 19 mandatos (de 120) y Steinitz no consiguió entrar en el Knéset. Sin embargo, cuando Netanyahu decidió tomar responsabilidades por los pobres resultados del partido y dimitir, Steinitz le reemplazó como el siguiente en la línea de entrada al Knesset. Steinitz sirvió como presidente del Subcomité del Concepto de Seguridad y como miembro del Comité de Defensa y Asuntos Exteriores, del Comité de la Constitución, las Leyes y los Tribunales y el Comité de Ciencia y Tecnología.
Steinitz se convirtió en un importante miembro del partido y volvió al Knesset en las elecciones de 2003 cuando el Likud volvió al poder, sirviendo como presidente del Comité de Defensa y Asuntos Exteriores, el Subcomité de Seguridad e Inteligenca y el Comité conjunto del Comité de Seguridad, compuesto de miembros del Comité de Defensa y Asuntos Exteriores y del Congreso de los Estados Unidos.
Steinitz fue elegido en las elecciones de 2006, como número nueve de la lista del Likud. Fue nombrado candidato a la presidencia del "Likud Internacional" pero perdió, en unas elecciones celebradas en junio de 2006, ante Dani Danon, el presidente del movimiento World Betar, que ha estado históricamente asociado con los valores y las normas del Partido Likud.

## El Plan de Retirada
En el debate sobre el Plan de retirada unilateral israelí, un movimiento que fue generalmente impopular dentro del Likud, Steinitz estuvo firmemente opuesto a sus objetivos, particularmente la intención del IDF de transferir la Ruta Philadelphi, una importante zona de amortiguación entre Egipto y la Franja de Gaza, a control egipcio. Reclamó que Egipto se saltaría la transferencia de armas y munición a la franja, para varios grupos terroristas Palestinos y que el "territorio desmilitarizado" de la península del Sinaí sería remilitarizado por Egipto en el futuro. Después de que el plan fue implementado, Steinitz reivindicó que sus comentarios previos habían prevenido a los egipcios de tomar un control mayor de la zona. Añadió que el plan fue un error de Israel y que incluso si hubiera sido necesario para los acuerdos de paz futuros con los palestinos, el IDF primero debería haber «limpiado la Franja de Gaza de grupos terroristas».